# Clermont-Pouyguillès
Clermont-Pouyguillès är en kommun i departementet Gers i regionen Occitanien i sydvästra Frankrike. Kommunen ligger i kantonen Mirande som tillhör arrondissementet Mirande. År 2022 hade Clermont-Pouyguillès 159 invånare.

## Befolkningsutveckling
Antalet invånare i kommunen Clermont-Pouyguillès
Referens:INSEE